# Eiichi Yamamoto
Eiichi Yamamoto (山本 暎一 Yamamoto Eiichi?, 22 de noviembre de 1940-7 de septiembre de 2021) fue un director de cine y guionista de anime japonés.

## Trayectoria profesional
Es conocido por dirigir la serie de películas conocida como Animerama que fue concebida por Osamu Tezuka, que es una trilogía de películas de animación donde se explora con temáticas eróticas y con un estilo de animación psicodélico, estás películas son Senya Ichiya Monogatari (conocida en español como Las mil y una noches), Kureopatora (conocida en español como Cleopatra) y Kanashimi no Belladonna (conocida como la tristeza de Belladona).
Yamamoto dirigió diez películas entre 1962 y 1986. Su película de  1973  Kanashimi no Belladonna fue estrenada en el Festival de cine de Berlín. Además del trabajo cinematográfico, también se desempeñó como guionista en la serie de televisión de anime Space Battleship Yamato escribió el guion de su adaptación cinematográfica de 1977. En 1984 dirigió una película de anime que adaptaba la serie televisiva Oshin.

## Filmografía parcial
- Astroboy (1964) (director, escritor) (televisión)
- Kimba, El León Blanco (1966) (director, productor, escritor) (televisión)
- Senya Ichiya Monogatari (1969) (director)
- Kureopatora (1970) (director)
- Kanashimi no Belladonna (1973) (director, escritor)
- Wansa-kun (1973) (director) (televisión)
- Space Battleship Yamato (1974-1975) (supervisor de dirección, escritor) (televisión)
- Space Battleship Yamato (1977) (guion)
- Oshin (1984) (director)
- Odin - Koshi Hansen Starlight (1985) (director, guion)
- Kōshoku Ichidai Otoko (1991) (guion)